# Бријар сир Есон
Бријар сир Есон (фр. Briarres-sur-Essonne) је насељено место у Француској у региону Центар, у департману Лоаре.
По подацима из 2011. године у општини је живело 518 становника, а густина насељености је износила 62,94 становника/km².

## Демографија
| 1962. | 1968. | 1975. | 1982. | 1990. | 2011. |
| ----- | ----- | ----- | ----- | ----- | ----- |
| 305   | 267   | 278   | 294   | 491   | 518   |